# Oakville (Washington)
Oakville és una població dels Estats Units a l'estat de Washington. Segons el cens del 2000 tenia 675 habitants.

## Demografia
Segons el cens del 2000, Oakville tenia 675 habitants, 233 habitatges, i 170 famílies. La densitat de població era de 543 habitants per km².
Dels 233 habitatges en un 42,9% hi vivien nens de menys de 18 anys, en un 50,6% hi vivien parelles casades, en un 14,6% dones solteres, i en un 27% no eren unitats familiars. En el 21,9% dels habitatges hi vivien persones soles el 9% de les quals corresponia a persones de 65 anys o més que vivien soles. El nombre mitjà de persones vivint en cada habitatge era de 2,9 i el nombre mitjà de persones que vivien en cada família era de 3,35.
Per edats la població es repartia de la següent manera: un 34,4% tenia menys de 18 anys, un 6,8% entre 18 i 24, un 27,4% entre 25 i 44, un 20,9% de 45 a 60 i un 10,5% 65 anys o més.
L'edat mediana era de 32 anys. Per cada 100 dones de 18 o més anys hi havia 92,6 homes.
La renda mediana per habitatge era de 30.357 $ i la renda mediana per família de 32.500 $. Els homes tenien una renda mediana de 32.431 $ mentre que les dones 23.214 $. La renda per capita de la població era de 13.428 $. Aproximadament el 17,5% de les famílies i el 18,6% de la població estaven per davall del llindar de pobresa.

## Poblacions més properes
El següent diagrama mostra les poblacions més properes.